# Regra de Haldane
A regra de Haldane é uma observação do cientista John Haldane relacionada aos estágios iniciais de especiação, que prediz que espécies híbridas possuem um sexo que é ausente ou é inviável (estéril), geralmente é o sexo heterogamético. Em indivíduos heterogaméticos de determinação XY ou XO, é o macho, enquanto em indivíduos de determinação ZW, é a fêmea. O organismo heterogamético (nesse caso, o híbrido) também possui um fitness menor (MAFFEI, Eliane 2001).  
Então, poderíamos esperar, ingenuamente, que o valor adaptativo de machos e fêmeas da prole híbrida decrescesse de modo semelhante à medida que a especiação avança. Na verdade, primeiro evoluem a esterilidade ou a inviabilidade nos híbridos heterogaméticos. Isso origina uma etapa intermediária na especiação, em que os híbridos XX tem maior valor adaptativo do que os híbridos XY; essa é a fase em que opera a regra de Haldane. Lembrando que o sistema de determinação sexual no reino animal é variado: drosófilas e mamíferos, os machos são XY e as fêmeas são XX. Em aves e borboletas os machos são ZZ e as fêmeas ZW.  

## Hipóteses
Existem várias hipóteses para tentar explicar a regra de Haldane, porém, o mais aceito atualmente é que há uma divisão de fatores que condicionam essa regra. As principais hipóteses dizem: dominância = os indivíduos heterogamético podem ser impactados por todos os alelos que estão ligados ao X, uma vez que só possuem uma cópia. Logo, caso haja uma incompatibilidade que está ligada ao X, os indivíduos heterogamético serão mais suscetíveis à ela. Há uma hipótese que diz que os genes masculinos evoluem mais rápido, logo, a esterilidade seria mais frequente em indivíduos machos do que em fêmeas, porém essa hipótese entra em conflito em casos onde o organismo heterogamético é a fêmea (casos ZW). Outra hipótese condiciona elementos genéticos egoístas associados ao X podem inativar o espermatozoide portador do Y, e ainda que o contrário também pode ocorrer, esses mesmos elementos, só que associados ao Y, podem desativar gametas que contenham o X. Ainda, há uma terceira hipótese que aponta que organismos heterogamético podem evoluir mais rapidamente, o que pode causar uma seleção evolutiva maior, aumentando ainda mais o isolamento reprodutivo.
Finalmente, a quarta e última hipótese propõe uma seleção diferencial, ou seja, todas as problemáticas causadas por um cruzamento híbrido que afetam o sexo heterogamético, podem ser diferentes das inviabilidades que ocorrem no sexo homogamético, de maneira que isso pode causar uma preservação maior dessa esterilidade em indivíduos heterogaméticos.
Quem é John Haldane
John Burdon Sanderson Haldane (J.B.S), ou simplesmente Haldane, foi um pensador marxista, geneticista e biólogo britânico. Nascido na cidade de Oxford, era filho do fisiologista John Scott Haldane e de Louisa Kathleen Haldane, descendente de uma família de aristocrata intelectual escocesa, sua irmã mais nova, Naomi, tornou-se escritora. Seu tio, Richard Haldane, I Visconde Haldane, político e Secretário de Estado de Guerra, e sua tia era a autora Elizabeth Haldane. Seu pai era um cientista, filósofo e liberal, e sua mãe uma conservadora. Haldane interessou-se no trabalho de seu pai logo durante a infância. Estudou matemática e clássicos no New College da University of Oxford, se envolveu em genética e apresentou um artigo sobre ligação genética em vertebrados no verão de 1912. Seu primeiro artigo técnico, um artigo de 30 páginas sobre a função da hemoglobina, foi publicado naquele mesmo ano, como coautor ao lado de seu pai.
O resultado de seu longo estudo do mundo natural e sua devoção a evidências empíricas o tornou ateu. Ele sentia que o ateísmo era a única dedução disponível em vista de todas as evidências, dizendo, "Minha prática como cientista é ateia. Isso quer dizer, quando realizo um experimento eu assumo que nenhum deus, anjo ou demônio irá interferir em seu curso... Eu seria intelectualmente desonesto se eu não fosse ateísta com os assuntos do mundo". Por trazer o uso inovador a estatística na biologia, Haldane foi um dos fundadores do neodarwinismo.
Haldane, em 1929 publicou um artigo sobre a abiogênese (origem da vida a partir de matéria não viva), e introduzindo a “teoria da sopa primordial” que se estabeleceu, posteriormente, como base para o conceito da origem química da vida. Além disso, Haldane estabeleceu mapas de genes humanos para hemofilia e daltonismo no cromossomo X , e codificou a regra de Haldane sobre esterilidade no sexo heterogamético de híbridos em espécies .Também propôs corretamente que a doença das células falciformes confere alguma imunidade à malária . E, foi o primeiro a sugerir a ideia central da fertilização in vitro, bem como conceitos como economia de hidrogênio, regulação de ação cis e trans, reação de acoplamento, repulsão molecular, o Darwin (como unidade de evolução) e clonagem de organismo.
Em 1957, cunhou o que seria conhecido como o dilema de Haldane , um limite na velocidade da evolução benéfica que acabou por se revelar incorreto. Porém, juntamente com sua irmã, Naomi Mitchison, demonstrou a ligação genética em mamíferos. Por conseguinte, os trabalhos que vieram a ser realizados em seguida estabeleciam certa conexão entre genética mendeliana e a evolução darwiniana pela seleção natural ao passo que trazia as bases para a síntese evolutiva moderna, ajudando a criar a genética populacional, um termo, até hoje, muito estudado.

## Diferença entre o princípio e a regra de Haldane
Em seu ensaio, “On the Right Size” (1928), Haldane propôs a teoria de que o tamanho de um animal determinava sobre sua natureza, principalmente referente a sua complexidade fisiológica: “Insetos, sendo tão pequenos, não possuem corrente sanguínea que transporta o oxigênio. O pouco oxigênio que suas células necessitam pode ser absorvido pela simples difusão de ar através de seus corpos. Mas ser maior significa que um animal deve assumir complicados sistemas de bombeamento e distribuição de oxigênio para alcançar todas as células”. Essa ideia ficou conhecida como “Princípio de Haldane”, definindo que insetos, por serem pequenos, não necessitam de tecidos complexos para transportar o oxigênio, como veias, artérias e outros órgãos, no caso deles a difusão simples já basta para desempenhar de forma adequada essa função de transporte. Porém, no caso de animais maiores, é necessário tecidos mais complexos e órgãos especializados para que o oxigênio possa ser bombeado de forma adequada pelo corpo. Esse princípio pode ser estendido para campos como a fisiologia, biologia e paleontologia.
Já a Regra de Haldane, melhor explicada ao longo da página, está relacionada com o cruzamento de duas diferentes raças de animais e os descendentes gerados a partir daí, que no caso serão híbridos heterogaméticos, de ambas as espécies, terão problemas de fertilidade e aptidão, sendo assim inviável a geração de descendentes derivados desses indivíduos.

## Modelo de especiação de Dobzhansky-Muller

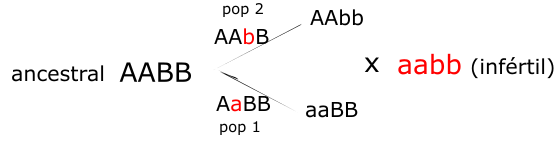
Esquema simplificado do modelo de especiação de Dobzhansky-Muller da alteração cromossômica na evolução: duas populações (do mesmo ancestral) idênticas, porém isoladas, evoluem paralelamente até alterarem seu gene e posteriormente, por ventura, se cruzam gerando um descendente híbrido. Portanto, percebe-se a formação de alelos previamente inexistentes juntos cujo resultado é a infertilidade.

Theodosius Dobzhansky e Hermann Joseph Muller desenvolveram estudos genéticos a fim de explicar como os mecanismos de isolamento pré-zigóticos e pós-zigóticos são influenciados pela seleção natural e mutações de alelos exclusivos através da especiação resultante da incompatibilidade genética intra-espécie. É a base de todo o trabalho moderno sobre a genética da esterilidade dos híbridos e inviabilidade pós-cópula, com fundamentos dos estudos de Haldane. Tal influência acontece porque o processo de especiação é muito variado pela decorrência de isolamentos reprodutivos que possam vir a ocorrer por barreiras, seja por distanciamento ou isolamentos gaméticos como a infertilidade, entre indivíduos mais novos de partes das populações dessa espécie. Logo, a frequência alélica se dispõe geneticamente diferente de forma que o modelo concentra sua teoria diante da idealização da existência de uma nova linhagem caso haja apenas um indivíduo com essa mutação, considerando que, as duas espécies agora com seus alelos fixos, são incompatíveis entre si. Além disso, o modelo também explica a alteração cromossômica na evolução. Então, Se duas populações idênticas, porém isoladas, começam com um genótipo AABB, mas o primeiro grupo evolui para aaBB e o segundo para AAbb, e se encontrarem no cruzamento para formar um híbrido, a combinação de a e b ou A e B surge pela primeira vez na realidade daquela população recente, tornando essa prole hibridizada inviável com seus ancestrais (confira a imagem ao lado para melhor compreensão).

## Relação do modelo de D-M e a Regra de Haldane
Sabendo mais afundo sobre as interações epistáticas, o que ocorre se um desses locos está em um cromossomo X r e o outro em um autossomo? Internamente, as duas espécies parentais têm combinações satisfatórias, mas a prole híbrida contém combinações que são incompatíveis. Um gene no cromossomo X da espécie 1(X1) pode ser incompatível com um gene em um autossomo da espécie 2 (A2). O que importa é saber se o defeito causado pela incompatibilidade entre X1 e A2 é dominante ou recessivo. Se for dominante, ele afetará machos e fêmeas da prole híbrida; se for recessivo, afetará os machos, mas não as fêmeas. Assim, acrescentando-se o pressuposto de que alguns genes do cromossomo X são recessivos, a teoria de Dobzhansky-Muller pode explicar a regra de Haldane. Em suma, a regra de Haldane se explica devido a duas propriedades genéticas: (i) o isolamento pós-zigótico é devido a interações entre muitos locos gênicos(isto é, epistasia) e alguns desses genes estarão no cromossomo X; (ii) alguns desses genes ligados ao X são recessivos. Essa é a chamada teoria da “dominância”  da regra de Haldane. Ela funciona bem para causadores de inviabilidade em drosófilas. Entretanto, essa explicação provavelmente  é incompleta. Ao que tudo indica, a explicação para os casos em que o sexo heterogamético da prole híbrida é inviável difere da explicação para os casos em que ele é estéril. Em geral os genes que influenciam a viabilidade afetam machos e fêmeas igualmente, porque são genes que influenciam no bem-estar de todo o organismo. Os organismos masculinos diferem dos femininos em alguns aspectos, e alguns genes efetivamente influenciam a viabilidade em um único gênero; mas esses genes são excepcionais. Já  os genes que influenciam na fertilidade diferem muito nos organismos masculino e feminino. Os genes que influem na fertilidade feminina expressam-se nos ovários e influenciam na oogênese; esses genes estão desativados nos organismos masculinos. Em alguns casos de esterilidade que se enquadram na regra de Haldane podem ser necessárias outras explicações afora a teoria da simples dominância aqui apresentada. Assim também, a teoria, como foi apresentada aqui, funciona para a compensação de dose para o cromossomo X  do tipo que é encontrado na drosófila, mas ela precisa abranger também os mamíferos. Por isso, a teoria de Dobzhansky-Muller pode ser usada para explicar, ao menos em parte, a duradoura e bem-documentada generalização teórica conhecida como regra de Haldane.